# Sabahdima ferrugata
Sabahdima ferrugata is een keversoort uit de familie kniptorren (Elateridae). De wetenschappelijke naam van de soort is voor het eerst geldig gepubliceerd in 1993 door Schimmel & Platia.